# 穆氏瓊脂鯉
穆氏瓊脂鯉，為輻鰭魚綱脂鯉目脂鯉亞目脂鯉科的其中一個種，為熱帶淡水魚，分布於南美洲法屬圭亞那及蘇利南淡水流域，體長可達9公分，棲息在沙石底質、流動快速的溪流，屬草食性，生活習性不明。

## 扩展阅读
- 維基物種上的相關：穆氏瓊脂鯉